# Therobia maculipennis
Therobia maculipennis là một loài ruồi trong họ Tachinidae.